# Atletica leggera ai Giochi della V Olimpiade - 3000 metri a squadre
La competizione dei 3000 metri a squadre di atletica leggera ai Giochi della V Olimpiade si tenne i giorni 12 e 13 luglio 1912 allo Stadio Olimpico di Stoccolma.

## Risultati
Ogni nazionale era formata da cinque atleti. Il risultato si otteneva sommando il piazzamento dei primi tre.

### Batterie
Si disputarono tre batterie con scontri uno-contro-uno. Solo la squadra vincitrice veniva ammessa alla finale. Nella terza batteria partecipò solo la squadra del Regno Unito.

Il fenomeno finlandese Hannes Kolehmainen stabilisce la migliore prestazione mondiale sulla distanza. Contro ogni pronostico, però, la Finlandia non si qualifica per la finale.

| Pos. | Nazione     | Atleta             | Piazz | Tempo   | Punti | Punti Totali |
| ---- | ----------- | ------------------ | ----- | ------- | ----- | ------------ |
| 1    | Stati Uniti | Abel Kiviat        | 2°    | 8'46"3  | 2     | 9            |
| 1    | Stati Uniti | Tell Berna         | 3°    | 8'50"2  | 3     | 9            |
| 1    | Stati Uniti | Norm Taber         | 4°    | 8'51"1  | 4     | 9            |
| 1    | Stati Uniti | George Bonhag      | 5°    | 8'52"2  | -     | 9            |
| 1    | Stati Uniti | Louis Scott        | 6°    | 8'53"4  | -     | 9            |
| 2    | Finlandia   | Hannes Kolehmainen | 1°    | 8'36"9  | 1     | 12           |
| 2    | Finlandia   | Albin Stenroos     | 7°    | 8'54"1  | 5     | 12           |
| 2    | Finlandia   | Viljam Johansson   | 8°    | 8'57"2  | 6     | 12           |
| 2    | Finlandia   | Aarne Lindholm     | 9°    | 9'46"4  | -     | 12           |
| 2    | Finlandia   | Efraim Harju       | 10°   | 10'10"6 | -     | 12           |

| Pos. | Nazione  | Atleta          | Piazz | Tempo  | Punti | Punti Totali |
| ---- | -------- | --------------- | ----- | ------ | ----- | ------------ |
| 1    | Svezia   | Bror Fock       | 2°    | 9'14"7 | 2     | 9            |
| 1    | Svezia   | Nils Frykberg   | 3°    | 9'14"7 | 3     | 9            |
| 1    | Svezia   | Thorild Olsson  | 4°    | 9'14"7 | 4     | 9            |
| 1    | Svezia   | Ernst Wide      | 5°    | 9'14"7 | -     | 9            |
| 1    | Svezia   | John Zander     | 6°    | 9'14"7 | -     | 9            |
| 2    | Germania | Erwin von Sigel | 1°    | 9'06"8 | 1     | 12           |
| 2    | Germania | Georg Amberger  | 7°    | 9'32"5 | 5     | 12           |
| 2    | Germania | Gregor Vietz    | 8°    | 9'34"2 | 6     | 12           |
| 2    | Germania | Georg Mickler   | -     | Rit.   | -     | 12           |

| Pos. | Nazione     | Atleta           | Piazz | Tempo   | Punti | Punti Totali |
| ---- | ----------- | ---------------- | ----- | ------- | ----- | ------------ |
| 1    | Regno Unito | William Cottrill | 1°    | 10'21"6 | 1     | 6            |
| 1    | Regno Unito | George Hutson    | 2°    | 10'21"6 | 2     | 6            |
| 1    | Regno Unito | Cyril Porter     | 3°    | 10'21"6 | 3     | 6            |
| 1    | Regno Unito | Eddie Owen       | 4°    | 10'21"6 | -     | 6            |
| 1    | Regno Unito | William Moore    | 5°    | 10'21"6 | -     | 6            |

### Finale
Nessuno domina la gara: nove atleti si ammassano negli ultimi 25 metri, in un finale serrato.

## Finale
| Pos.    | Nazione     | Atleta           | Piazz | Tempo    | Punti | Punti Totali |
| ------- | ----------- | ---------------- | ----- | -------- | ----- | ------------ |
| Oro     | Stati Uniti | Tell Berna       | 1°    | 8'44"6   | 1     | 9            |
| Oro     | Stati Uniti | Norm Taber       | 3°    | 8'45"2   | 3     | 9            |
| Oro     | Stati Uniti | George Bonhag    | 5°    | 8'46"6   | 5     | 9            |
| Oro     | Stati Uniti | Abel Kiviat      | -     | Ritirato | -     | 9            |
| Oro     | Stati Uniti | Louis Scott      | -     | Rit      | -     | 9            |
| Argento | Svezia      | Thorild Olsson   | 2°    | 8'44"6   | 2     | 13           |
| Argento | Svezia      | Ernst Wide       | 4°    | 8'46"2   | 4     | 13           |
| Argento | Svezia      | Bror Fock        | 7°    | 8'47"2   | 7     | 13           |
| Argento | Svezia      | John Zander      | 10°   | 8'48"9   | -     | 13           |
| Argento | Svezia      | Nils Frykberg    | 11°   | 8'49"0   | -     | 13           |
| Bronzo  | Regno Unito | William Cottrill | 6°    | 8'46"8   | 6     | 23           |
| Bronzo  | Regno Unito | George Hutson    | 8°    | 8'47"2   | 8     | 23           |
| Bronzo  | Regno Unito | Cyril Porter     | 9°    | 8'48"0   | 9     | 23           |
| Bronzo  | Regno Unito | Eddie Owen       | 12°   | ND       | -     | 23           |
| Bronzo  | Regno Unito | William Moore    | -     | Rit.     | -     | 23           |

George Bonhag, medaglia d'oro con gli Stati Uniti, è lo stesso che ai Giochi intermedi di Atene 1906 aveva vinto fortunosamente l'oro nei 1500 metri di marcia.